# ریشولیو، کبک
ریشولیو (به فرانسوی: Richelieu) شهرکی در منطقه شهری روویل ناحیه مونترژی در استان کبک کانادا است. در سرشماری سال ۲۰۱۱ این شهرک ۵٬۶۵۸ نفر جمعیت داشته‌است و مساحت آن ۲۹٫۷۵ کیلومتر مربع است.